# Біла ковбаса

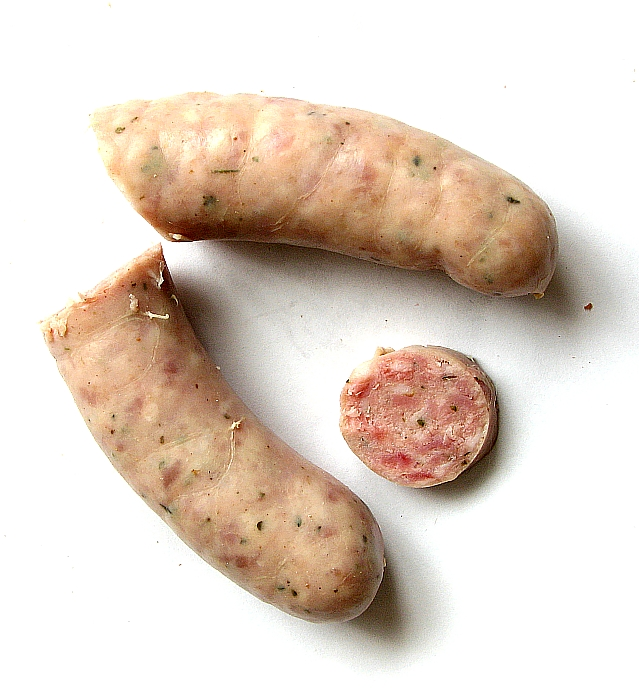
Біла ковбаса

Біла ковбаса — в польській кухні ковбаса сира або приготована на пару, нестійка, середнього фаршу, зі специфічним світлим кольором, зі свинини, іноді з додаванням яловичини, в натуральному тонкому свинячій кишці. У німецькій кухні Weißwurst — це ковбаса на пару специфічного білого кольору, сильно мелена, виготовлена з телячого м'яса з салом, в натуральній тонкій кишці свині.

## Польська біла ковбаса

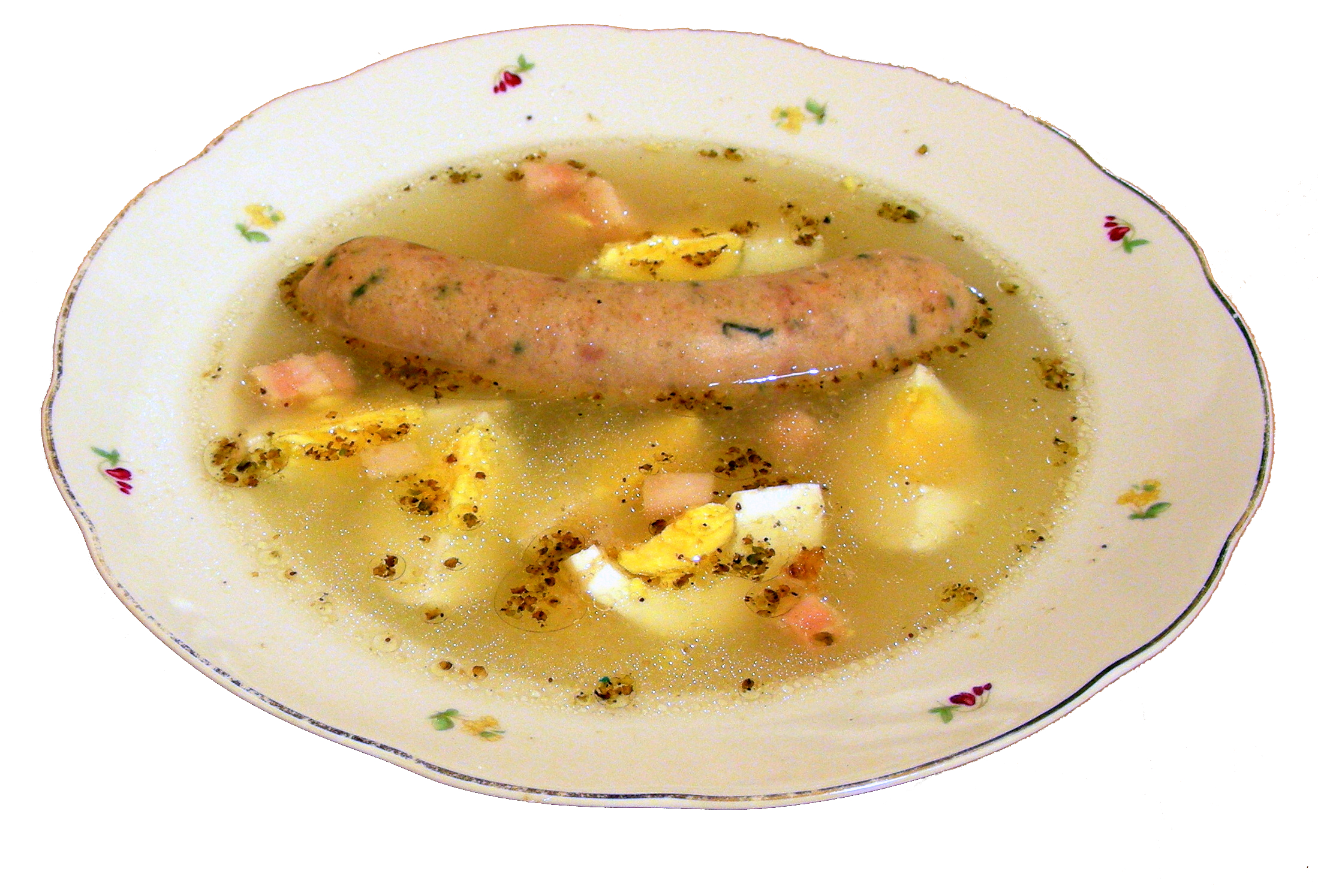
Суп з білою ковбасою

### Історія
Приготування білої ковбаси у Великопольщі є традицією ще з XVII століття, і її рецепт був відзначений у кулінарній книзі Марії Слежанської з 1904 року.

### Рецепт
Інгредієнти: свинина (лопатка, підгорля, бекон), в деяких рецептах яловичина, спеції: сіль, часник, перець, майоран та інші, свиняча кишка.
Білий колір — це природний колір сировини: колір м'яса злегка рожевий, жир білий. Після варіння ковбаса сіріє. Рожевий колір вказує на те, що до нього додавали консерванти, особливо сіль для маринування. Після запікання повинна бути ніжна і соковита, але не тверда, а м'ясо і спеції повинні бути добре помітними.
1 кілограм сирої домашньої білої ковбаси повністю зі свинячого м'яса можна зробити наступним чином:
0,5 кг свинячого плеча подрібнюється на найбільшій сітці м'ясорубки, 0,3 кг сирого бекону без шкіри та 0,2 кг жирного горла без шкіри на середніх сітках. Змішане м'ясо приправляється трьома великими зубчиками часнику, половиною столової ложки солі й дається півтори столові ложки майорану, а в менших кількостях — меленим лавровим листям, англійським перцем і перцем звичайним. Кишки свинини наповнюються, утворюючи ковбаски.
5 кілограмів сирої білої свинячої ковбаси можна зробити за наступним рецептом:
Свинина першого класу в кількості 1 кг подрібнюється в м'ясорубці з 13-мм сіткою, 3,5 кг свинини другого класу на сітці 10 мм, а 0,5 кг яловичини першого або другого класу нарізають з додаванням 45 % льоду або води. Обидві порції свинини змішують, додаючи 6 % холодної води до вбирання, потім яловичину змішують зі спеціями: сіллю, перцем, часником і майораном. Все це перемішується до отримання рівномірної начинки, якою заповнюється кишка, після чого формується ковбаска.
Словник товарознавця з 1968 року визначає білу ковбасу як продукт, отриманий на 90 % зі свинини та 10 % яловичини, який розміщують у натуральних оболонках, не вудячи й не обсмажуючи на пару. Текстура перед приготуванням повинна бути м'якою, а склад досить пухким, щоб її не можна було нарізати скибочками (хоча зі шириною 1 см не повинні розпадатися). Вміст жиру в продукті може сягати 27 %, води до 65 %, солі до 2,2 %.

### Біла ковбаса як промисловий продукт

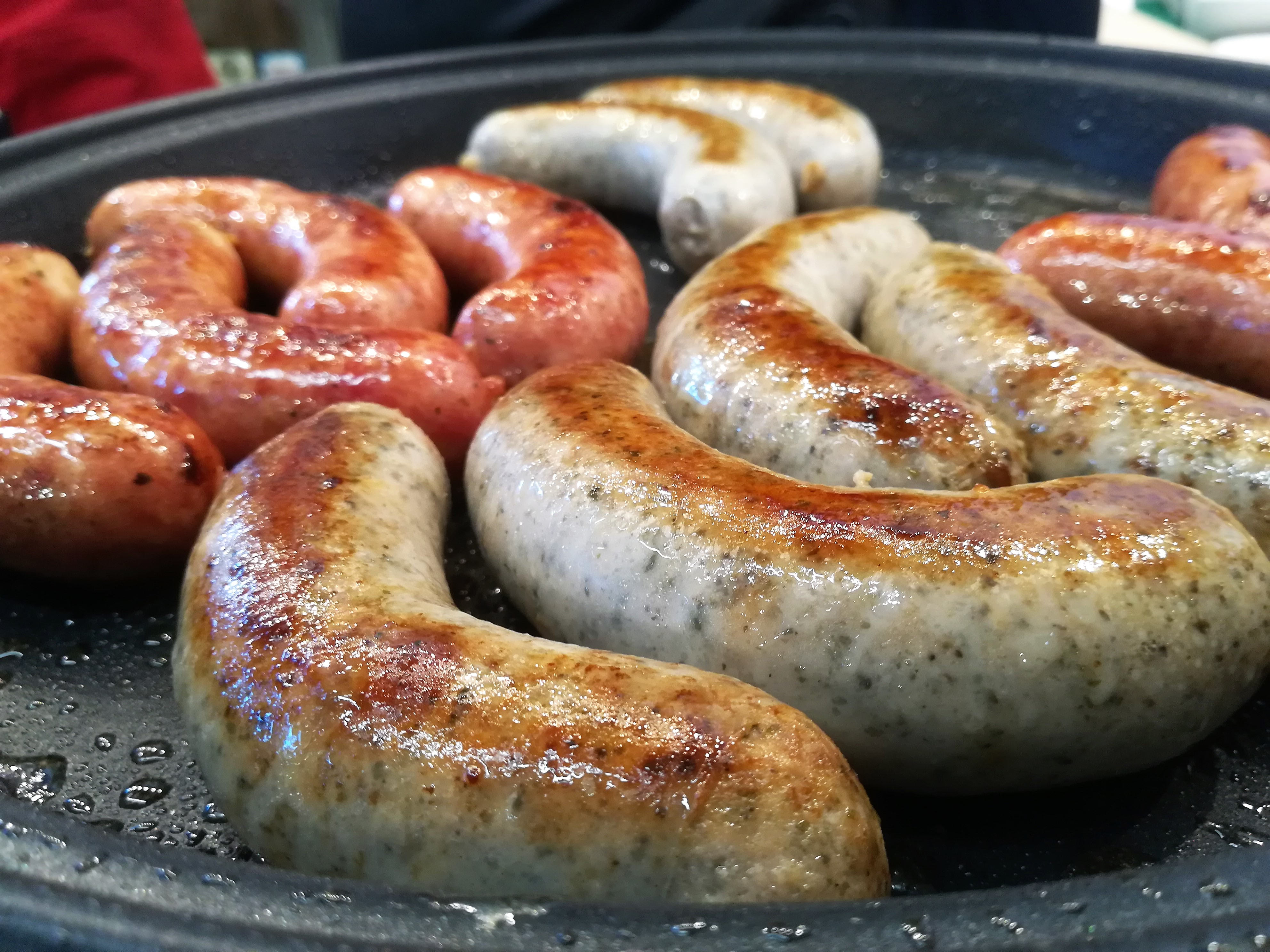
Смажена біла ковбаса як продукт для пікніка

Біла ковбаса — це продукт із чіткою сезонністю продажів: сьогодні найбільший попит на неї виникає під час Великодня, Першого травня і Третього травня та Свята Тіла і Крові Христових, а також восени, коли вона є основою зігрівального журеку.
З метою зменшення витрат і, як наслідок, зменшення кінцевої ціни, біла ковбаса промислового виробництва може демонструвати знижений вміст свинини, але додавання м'яса птиці, надмірну кількість води та жиру, шкіри, сухожилля, механічно відокремленого м'яса та іншої дешевої сировини або навіть сої. Додавання консервантів також використовується для продовження терміну її зберігання, а іноді надаючи той же ефект заварювання.
Наприклад, сира біла ковбаса повністю зі свинячого м'яса м'ясокомбінату Sokołów SA має такий склад сировини, який вказаний на упаковці:
свинина 91 %, вода, сіль, спеції (включаючи кунжут, селеру, часник, майоран), рослинну клітковину, стабілізатори E451 (i, ii), E450 (iii, v), соєвий білок, мальтодекстрин, регулятор кислотності ацетат натрію, лимонну кислоту, цитрат натрію, антиоксиданти Е315, Е316, підсилювач смаку Е621, пшеничну клітковину (клейковину), консервант Е250 (пояснення символів Е в статті Перелік видів хімічних харчових добавок).
Через короткий термін зберігання сирої білої ковбаси та попит, який важко точно оцінити, маржа становить значний відсоток від роздрібної ціни на цей продукт. У гіпотетичній ковбасі з роздрібною ціною 22 злотих за кілограм, 9 злотих — ціна свинини, 2 злотих — це вартість яловичини, 0,50 злотих — це вартість спецій, виливок з кишок та води, 1,50 злотих — вартість транспорту та збуту, 4 злотих — це маржа магазину і 5 злотих — це дохід виробника, від якого він повинен оплатити витрати на оплату праці (дані 2014 року).

### Споживання
Польська біла ковбаса призначена для подальшої (короткої) термічної обробки безпосередньо перед споживанням, найчастіше для варіння або випікання. На відміну від німецької Weißwurst, польську білу ковбасу можна їсти разом зі шкіркою.
У польській кухні її традиційно подають під час Великодня, серед інших до журу. Також вона часто є частиною Свяченого. Як самостійну страву її зазвичай вживають з хроном.
Біла ковбаса входить до складу рецептури страв старопольської кухні «ковбаса по польські», також регіонально відомою як верещака. Її готують у пиві з водою, нарізають шматочками, а потім ненадовго тушкують у густому цибулевому соусі.

### Реєстрація як традиційного продукту
Біла ковбаса була зареєстрована Міністерством сільського господарства та розвитку села як традиційний продукт у 4 воєводствах, включаючи в одному як «ковбасу в банці» :
- парова великопольська біла ковбаса (повністю свиняча; Великопольське воєводство)
- сира біла ковбаса (свинина та яловичина; Поморське воєводство)
- парована біла ковбаса з Вонхоцька (свинина та яловичина; Свентокшиське воєводство)
- біла ковбаса в банці (принципово інша, Куявсько-Поморське воєводство)

## Weisswurst

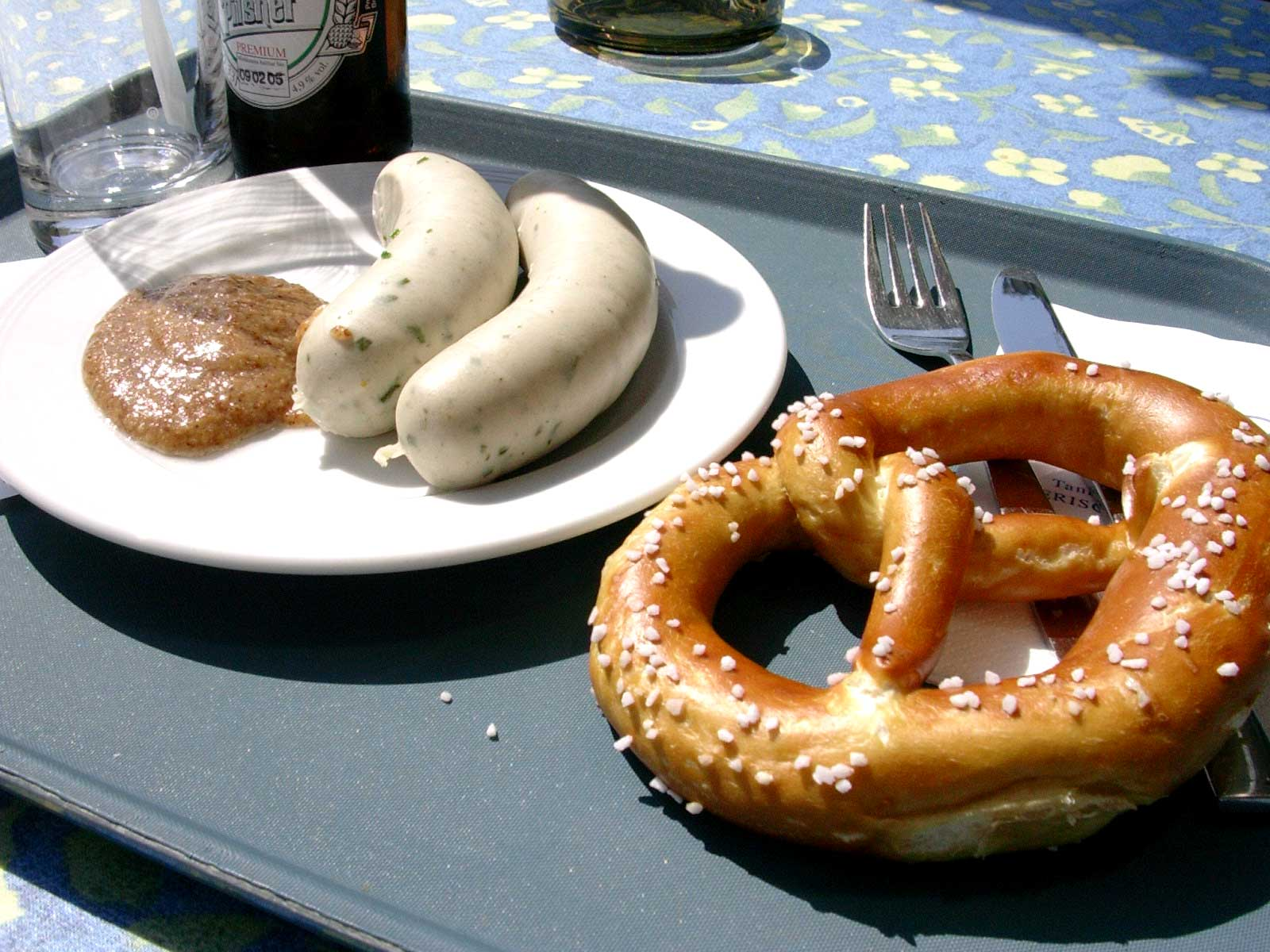
Weißwurst з солодкою гірчицею та кренделем, пиво на задньому плані

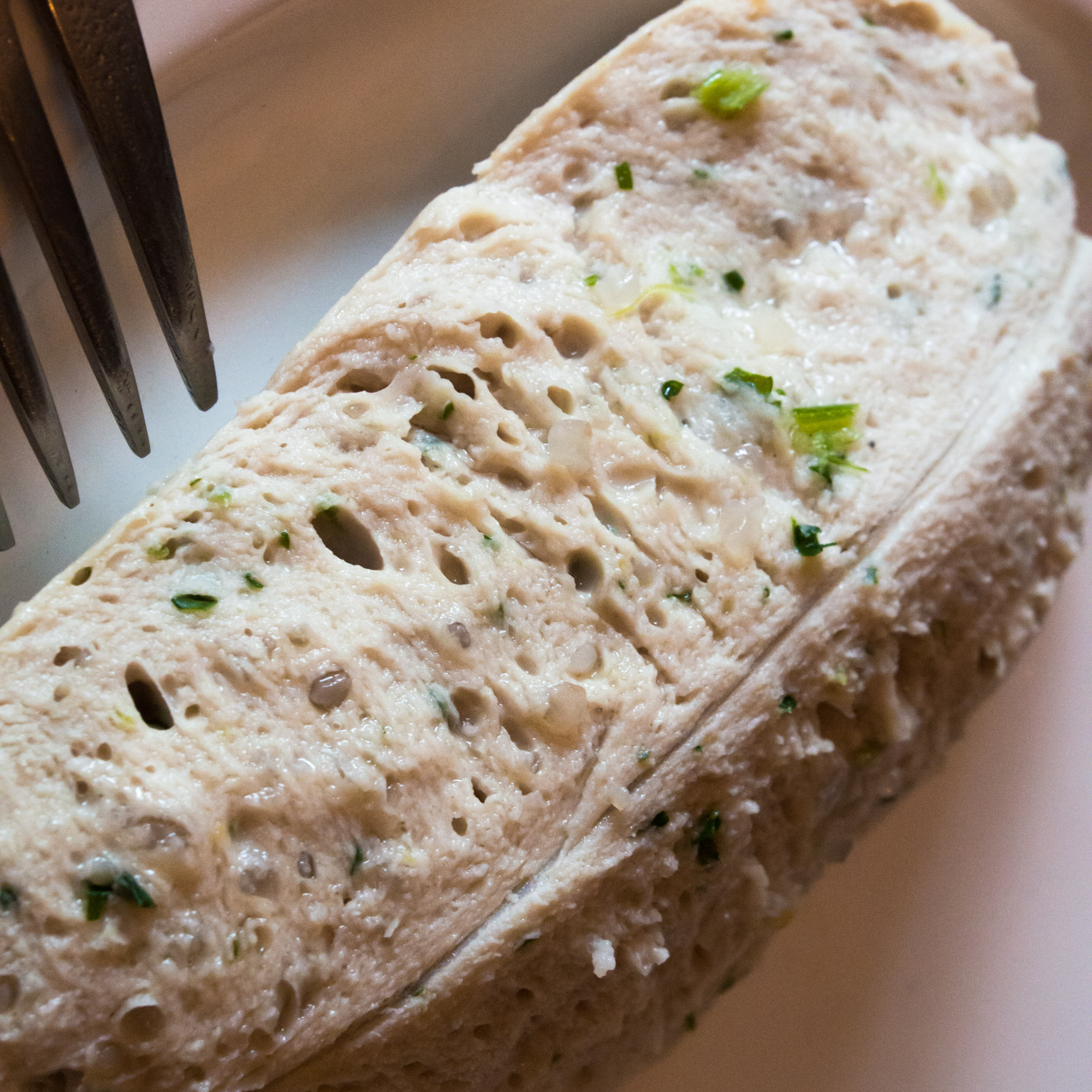
Weißwurst — крупний план структури ошпареної ковбаси без шкіри

### Походження
Легенда стверджує, що винахідником страви був Сепп Мозер, власник корчми «Zum ewigen Licht» на мюнхенському Марієнплац. Це сталося в карнавальний понеділок 22 лютого 1857 року (хоча 22 лютого 1857 року була неділя). Мозеру забракло тонких овечих кишок, щоб зробити Kalbsbratwurst, а голодні гості сиділи в корчмі. Тож він відправив кухаря, який повернувся зі свинячими кишками. Мозер обережно набивав їх начинкою, але побоювався пекти, оскільки набагато більші ковбаски ніж зазвичай могли тріснути. Натомість він ошпарював їх у гарячій воді й так обслуговував захоплених клієнтів. Насправді є аргументи, які свідчать про те, що подібні ковбаси їли й раніше, навіть на початку XIX століття. Перший запис рецептів у кулінарній книзі припадає на 1893 рік.

### Рецепт
У класичній версії рецепт виглядає приблизно так :
Інгредієнти — теляче м'ясо (щонайменше 51 % від загальної кількості м'яса), жир, шкіра свинячого хвоста та готова теляча головка (не більше 10 % від введеного м'яса). Використовуються такі прянощі: цибуля, петрушка, сіль, перець, мускатний горіх, цедра лимона. Натуральні свинячі кишки використовуються як оболонки. Загальна жирність сировини повинна становити не більше 30 %.
За даними джерела рецепт приготування такий:
М'ясні інгредієнти нарізають з додаванням меленого льоду, змішують з окремо нарізаним салом і подальшим додаванням льоду, приправляють і обробляють у свинячі кишки, отримуючи ковбаски завдовжки близько 12-15 см і вагою близько 80-90 грамів.
Білий колір ковбас обумовлений тим, що не використовуються добавки у вигляді нітритів.
Реальність промислового виробництва відхиляється від цього зразка через прагнення зменшити витрати.

### Споживання
Weißwurst — національна страва Баварії, особливо околиць Мюнхена, іноді вважається символом її самобутності. Існує також жартівливе поняття Weißwurstäquator (екватор білої ковбаси), що проходить по Дунаю і відокремлює Стару Баварію від решти цієї держави.
Weißwurst традиційно їдять парений у гарячій підсоленій воді. Стандартна порція — дві ковбаски. Їх потрібно їсти з особливою солодкою гірчицею, заїдаючи брецлем Brezn і попиваючи пшеничне пиво. Звичай говорить про те, щоб їсти ковбасу без оболонки, а досвідчені гурмани висмоктують начинку по черзі з обох кінців, допомагаючи собі злегка зубами. Початківцям, особливо туристам, рекомендується застосовувати спочатку ніж і виделку для відділення трипу.
За традицією Weißwurst готували рано вранці і вживали на сніданок, що було пов'язано з його малим терміном зберігання. Говорили, що Weißwurst не мав права почути церковні дзвони опівдні.

### Спроба реєстрації як регіонального продукту
Група виробників з Мюнхена подала заявку до Німецького патентного відомства (нім. Deutsches Patent- und Markenamt) заявку на реєстрацію назви «Münchner Weißwurst» як захищеного географічного зазначення відповідно до положень про географічне означення походження сільськогосподарських продуктів в Європейському Союзі. Захист був наданий, позбавленням виробників за межами Мюнхена та його найближчих околиць права виробляти продукцію під цією назвою. У цій ситуації виробники оскаржили це рішення у федеральному патентному суді (нім. Bundespatentgericht), який скасував рішення патентного відомства, оскільки, як він зазначив, Münchner Weißwurst вироблявся по всій Баварії протягом багатьох років і тому не може вважатися регіональним продуктом.

## Порівняння
|                   | Біла ковбаса                  | Weisswurst                            |
| ----------------- | ----------------------------- | ------------------------------------- |
| основна сировина  | свинина                       | телятина                              |
| вторинна сировина | яловичина                     | свинина                               |
| роздробленість    | середня                       | сильна                                |
| основні спеції    | часник, майоран, перець, сіль | цибуля, петрушка, лимон, перець, сіль |
| засолювання       | ні                            | ні                                    |
| копчена           | ні                            | ні                                    |